# 約翰·魯斯
約翰·維克多·魯斯（英語：John Victor Roos，1955年2月14日—），是美國商人、律師和外交官，曾於2009年至2013年擔任第28任美國駐日本大使。

## 早年生活和教育
約翰·魯斯在舊金山出生，畢業於洛厄爾高中。曾就讀於斯坦福大學，並以優異的成績畢業於斯坦福大學法學院，並於1980年獲得法學博士學位並獲得了Coif勳章。

## 職業

### 大使身份

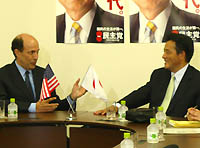
魯斯與岡田克也

2009年5月，奧巴馬任命魯斯接替即將離任湯姆·希弗，擔任美國駐日本大使。
2009年8月7日美國參議院一致同意確認魯斯的任命。2009年8月16日，魯斯正式宣誓就任新任大使。三天后，他和家人抵達日本，並於8月20日向明仁天皇遞交國書。

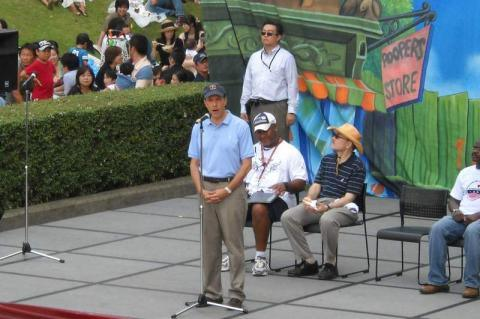
約翰·V·魯斯 美國大使在駐東京大使館官邸友誼日致歡迎詞（2010年）

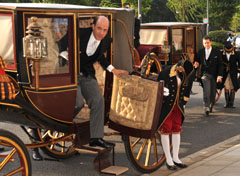
東京皇居內

魯斯大使在日本任期恰逢美日關係的歷史性時期。他到任後不久，日本民主黨掌權，這是日本政府50年來首次真正的政黨過渡。魯斯在這一過渡期間管理兩國關係以及奧巴馬總統的亞洲再平衡戰略中發揮了關鍵作用，更加重視美日同盟作為該地區和平與安全的基石。除了解決日本和美國面臨的安全、經濟和全球挑戰外，魯斯還特別關注了合作領域，包括人與人之間的聯繫、創新和創業以及貿易問題，其中包括日本有興趣加入 跨太平洋夥伴關係。他還與日本就《海牙公約》和國際親子綁架案件處理相關問題進行了密切合作，最終促使日本於2014年加入。在日本期間，魯斯大使與政府建立了良好的關係並開展了豐富而積極的對話，並在日本47個都道府縣的旅行中與領導人、商界領袖、媒體和學生進行了交流。
2013年8月，魯斯任期結束。美國駐日本大使職位由卡羅琳·肯尼迪繼任。

## 個人生活
魯斯與妻子蘇西結婚，育有兩個孩子：勞倫和大衛。Susie是一名前勞工律師，現任Geodesic Capital首席行政官。

## 外部連結
- C-SPAN內的頁面（英文）

| 外交職務               | 外交職務                 | 外交職務               |
| ---------------------- | ------------------------ | ---------------------- |
| 前任者： Tom Schieffer | 美国驻日本大使 2009–2013 | 繼任者： 卡羅琳·肯尼迪 |